# Денвиј
Денвиј (фр. Dainville) насеље је и општина у североисточној Француској у региону Север-Па д Кале, у департману Па де Кале која припада префектури Арас.
По подацима из 2011. године у општини је живело 5635 становника, а густина насељености је износила 502,23 становника/km². Општина се простире на површини од 11,22 km². Налази се на средњој надморској висини од 80 метара (максималној 107 m, а минималној 64 m).

## Демографија
| 1962. | 1968. | 1975. | 1982. | 1990. | 1999. | 2011. |
| ----- | ----- | ----- | ----- | ----- | ----- | ----- |
| 2.188 | 2.971 | 4.839 | 5.758 | 5.693 | 5.392 | 5.635 |

График промене броја становника у току последњих година